# Вариоба, Джозеф
Джозеф Синде Вариоба (суахили Joseph Sinde Warioba; род. 3 сентября 1940 года) — танзанийский политик, судья и общественный деятель, премьер-министр Танзании (1985—1990).

## Биография
Родился в районе Бунда, область Мара. В 1966 году окончил Университет Дар-эс-Салама, где сначала занимал пост государственного прокурора (1966—1968), а затем — адвоката в совете города (1968—1970). В 1970 году успешно окончил Академию международного права в Гааге.
С 1976 по 1983 год — генеральный прокурор Танзании. С 1983 года, вплоть до избрания премьер-министром, занимал должность министра юстиции.
С 1996 по 1990 год занимал пост судьи в Международном трибунале по морскому праву. В 1995 году президентом Бенджамином Мкапой он был назначен председателем комиссии по борьбе с коррупцией, также известной как Комиссия Вариобы.
Руководитель группы наблюдателей от Содружества Нации на Всеобщих выборах в Нигерии (2005).
В ноября 2016 года президент Джон Магуфули назначил его ректором Сельскохозяйственного университета в Морогоро.

## Сочинения
- Warioba, J.S. (1997) 'Corruption and the State II: Extracts from Joseph Warioba’s Report'[14][15].